# Лі Хве Тхек
Лі Хве Тхек (кор. 이회택, нар. 11 жовтня 1946, Кімпхо) — південнокорейський футболіст, що грав на позиції нападника. По завершенні ігрової кар'єри — тренер.
Відомий виступами за національну збірну Південної Кореї, а згодом роботою головним тренером цієї національної команди.

## Клубна кар'єра
Народився 11 жовтня 1946 року в місті Кімпхо. У дорослому футболі дебютував 1966 року виступами за команду клубу «Корея Коал Корпорейшн», згодом також грав за «Янзі» та команду Університету Ханян.
Завершив ігрову кар'єру у клубі «ПОСКО», за команду якого грав протягом 1974–1977 років.

## Виступи за збірну
1966 року дебютував в офіційних матчах у складі національної збірної Південної Кореї. Протягом кар'єри у національній команді, яка тривала 12 років, провів у формі головної команди країни 80 матчів, забивши 18 голів.
У складі збірної був учасником кубка Азії з футболу 197 року в Таїланді, де був основним гравцем, а його команда лише на стадії півфіналів програла за пенальті господарям турніру, а згодом поступилася іранцям у грі за третє місце.

## Кар'єра тренера
Розпочав тренерську кар'єру, повернувшись до футболу після тривалої перерви, 1987 року, очоливши тренерський штаб клубу «ПОСКО Атомс».
1988 року став головним тренером збірної Південної Кореї. Тренував збірну два роки. Під його керівництвом команда стала срібним призером кубка Азії 1988 року, а за два роки брала участь у чемпіонаті світу 1990, де припинила боротьбу після трьох поразок на груповому етапі.
Останнім місцем тренерської роботи був клуб «Чоннам Дрегонс», головним тренером команди якого Лі Хве Тхек був з 1998 по 2003 рік.
| Дата       | Місто        | Господарі         | Результат               | Гості                | Турнір                              | Голи | Примітки |
| ---------- | ------------ | ----------------- | ----------------------- | -------------------- | ----------------------------------- | ---- | -------- |
| 10-12-1966 | Бангкок      | Таїланд           | 3 – 0                   | Південна Корея       | Азійські ігри                       | -    |          |
| 29-7-1967  | Тайбей       | Південна Корея    | 1 – 1                   | Індонезія            | Відбір до Кубка Азії 1968           | -    |          |
| 1-8-1967   | Тайбей       | Японія            | 2 – 1                   | Південна Корея       | Відбір до Кубка Азії 1968           | -    |          |
| 5-8-1967   | Тайбей       | Південна Корея    | 7 – 0                   | Філіппіни            | Відбір до Кубка Азії 1968           | 1    |          |
| 1-8-1967   | Тайбей       | Тайвань           | 1 – 0                   | Південна Корея       | Відбір до Кубка Азії 1968           | -    |          |
| 11-8-1967  | Куала-Лумпур | Південна Корея    | 3 – 1                   | Індонезія            | Pestabola Merdeka 1967              | 1    |          |
| 13-8-1967  | Куала-Лумпур | Південна Корея    | 1 – 0                   | Бірма                | Pestabola Merdeka 1967              | -    |          |
| 18-8-1967  | Куала-Лумпур | Тайвань           | 1 – 2                   | Південна Корея       | Pestabola Merdeka 1967              | -    |          |
| 20-8-1967  | Куала-Лумпур | Південна Корея    | 3 – 0                   | Сінгапур             | Pestabola Merdeka 1967              | 1    |          |
| 23-8-1967  | Куала-Лумпур | Малайзія          | 1 – 3                   | Південна Корея       | Pestabola Merdeka 1967              | 1    |          |
| 26-8-1967  | Куала-Лумпур | Південна Корея    | 0 – 0                   | Бірма                | Pestabola Merdeka 1967              | -    |          |
| 5-11-1967  | Хошимін      | Південна Корея    | 1 – 0                   | Гонконг              | Кубок Незалежності В'єтнаму         | -    |          |
| 7-11-1967  | Хошимін      | Південна Корея    | 3 – 1                   | Таїланд              | Кубок Незалежності В'єтнаму         | -    |          |
| 11-11-1967 | Хошимін      | Південна Корея    | 2 – 1                   | Малайзія             | Кубок Незалежності В'єтнаму         | -    |          |
| 12-11-1967 | Хошимін      | Південний В'єтнам | 0 – 3                   | Південна Корея       | Кубок Незалежності В'єтнаму         | 1    |          |
| 14-11-1967 | Хошимін      | Південна Корея    | 2 – 3                   | Австралія            | Кубок Незалежності В'єтнаму         | -    |          |
| 12-8-1968  | Куала-Лумпур | Південна Корея    | 3 – 2                   | Сінгапур             | Pestabola Merdeka 1968              | 1    |          |
| 14-8-1968  | Куала-Лумпур | Тайвань           | 1 – 2                   | Південна Корея       | Pestabola Merdeka 1968              | -    |          |
| 17-8-1968  | Куала-Лумпур | Південна Корея    | 2 – 4                   | Індонезія            | Pestabola Merdeka 1968              | -    |          |
| 21-8-1968  | Куала-Лумпур | Таїланд           | 1 – 2                   | Південна Корея       | Pestabola Merdeka 1968              | 1    |          |
| 23-8-1968  | Куала-Лумпур | Південна Корея    | 1 – 0                   | Індія                | Pestabola Merdeka 1968              | -    |          |
| 27-8-1968  | Сінгапур     | Сінгапур          | 3 – 4                   | Південна Корея       | товариський матч                    | -    |          |
| 12-10-1969 | Сеул         | Південна Корея    | 2 – 2                   | Японія               | Відбір до ЧС 1970                   | -    |          |
| 14-10-1969 | Сеул         | Південна Корея    | 1 – 2                   | Австралія            | Відбір до ЧС 1970                   | -    |          |
| 18-10-1969 | Сеул         | Японія            | 0 – 2                   | Південна Корея       | Відбір до ЧС 1970                   | -    | 57'      |
| 20-10-1969 | Сеул         | Австралія         | 1 – 1                   | Південна Корея       | Відбір до ЧС 1970                   | -    |          |
| 19-11-1969 | Бангкок      | Південна Корея    | 2 – 0                   | Лаос                 | Кубок Короля 1969                   | -    |          |
| 21-11-1969 | Бангкок      | Південна Корея    | 2 – 0                   | Малайзія             | Кубок Короля 1969                   | 1    |          |
| 23-11-1969 | Бангкок      | Таїланд           | 0 – 0                   | Південна Корея       | Кубок Короля 1969                   | -    |          |
| 26-11-1969 | Бангкок      | Південна Корея    | 3 – 0                   | Південний В'єтнам    | Кубок Короля 1969                   | -    |          |
| 28-11-1969 | Бангкок      | Південна Корея    | 1 – 0                   | Індонезія            | Кубок Короля 1969                   | -    |          |
| 31-7-1970  | Куала-Лумпур | Таїланд           | 0 – 0                   | Південна Корея       | Pestabola Merdeka 1970              | -    |          |
| 2-8-1970   | Куала-Лумпур | Південна Корея    | 1 – 1                   | Японія               | Pestabola Merdeka 1970              | -    |          |
| 4-8-1970   | Пінанґ       | Південна Корея    | 4 – 0                   | Сінгапур             | Pestabola Merdeka 1970              | 1    |          |
| 6-8-1970   | Куала-Лумпур | Південна Корея    | 2 – 1                   | Індонезія            | Pestabola Merdeka 1970              | -    |          |
| 9-8-1970   | Куала-Лумпур | Південна Корея    | 0 – 0                   | Гонконг              | Pestabola Merdeka 1970              | -    |          |
| 13-8-1970  | Куала-Лумпур | Південна Корея    | 3 – 2                   | Індія                | Pestabola Merdeka 1970              | 1    |          |
| 16-8-1970  | Куала-Лумпур | Південна Корея    | 3 – 2                   | Бірма                | Pestabola Merdeka 1970              | 1    | 46'      |
| 10-11-1970 | Бангкок      | Південна Корея    | 3 – 0                   | Гонконг              | Кубок Короля 1970                   | 1    |          |
| 12-11-1970 | Бангкок      | Південна Корея    | 4 – 0                   | Лаос                 | Кубок Короля 1970                   | -    |          |
| 14-11-1970 | Бангкок      | Таїланд           | 0 – 0                   | Південна Корея       | Кубок Короля 1970                   | -    |          |
| 16-11-1970 | Бангкок      | Південна Корея    | 4 – 0                   | Сінгапур             | Кубок Короля 1970                   | -    |          |
| 18-11-1970 | Бангкок      | Південна Корея    | 2 – 0                   | Малайзія             | Кубок Короля 1970                   | -    |          |
| 20-11-1970 | Бангкок      | Таїланд           | 0 – 1                   | Південна Корея       | Кубок Короля 1970                   | -    |          |
| 11-12-1970 | Бангкок      | Південна Корея    | 1 – 0                   | Іран                 | Азійські ігри                       | 1    |          |
| 13-12-1970 | Бангкок      | Південна Корея    | 0 – 0                   | Індонезія            | Азійські ігри                       | -    |          |
| 15-12-1970 | Бангкок      | Таїланд           | 1 – 2                   | Південна Корея       | Азійські ігри                       | -    |          |
| 17-12-1970 | Бангкок      | Південна Корея    | 0 – 1                   | Бірма                | Азійські ігри                       | -    |          |
| 18-12-1970 | Бангкок      | Південна Корея    | 2 – 1                   | Японія               | Азійські ігри                       | -    |          |
| 20-12-1970 | Бангкок      | Бірма             | 0 – 0                   | Південна Корея       | Азійські ігри                       | -    |          |
| 2-5-1971   | Сеул         | Південна Корея    | 1 – 0                   | Таїланд              | Кубок Президента 1971               | -    |          |
| 9-5-1971   | Сеул         | Південна Корея    | 2 – 0                   | Кхмерська Республіка | Кубок Президента 1971               | 2    |          |
| 11-5-1971  | Сеул         | Південна Корея    | 3 – 0                   | Індонезія            | Кубок Президента 1971               | -    | 80'      |
| 13-5-1971  | Сеул         | Південна Корея    | 0 – 0                   | Бірма                | Кубок Президента 1971               | -    |          |
| 15-5-1971  | Сеул         | Південна Корея    | 0 – 0                   | Бірма                | Кубок Президента 1971               | -    |          |
| 10-9-1971  | Сеул         | Південна Корея    | 2 – 0                   | Іран                 | товариський матч                    | -    |          |
| 12-9-1971  | Сеул         | Південна Корея    | 0 – 2                   | Іран                 | товариський матч                    | -    |          |
| 7-5-1972   | Бангкок      | Південна Корея    | 0 – 0 д.ч. (2 - 4 п.п.) | Ірак                 | Кубок Азії 1972 - Попередній раунд  | -    |          |
| 10-5-1972  | Бангкок      | Південна Корея    | 4 – 1                   | Кхмерська Республіка | Кубок Азії 1972 - 1-й етап          | 1    |          |
| 12-5-1972  | Бангкок      | Південна Корея    | 1 – 2                   | Кувейт               | Кубок Азії 1972 - 1-й етап          | -    |          |
| 17-5-1972  | Бангкок      | Таїланд           | 1 – 1 д.ч. (2 - 1 п.п.) | Південна Корея       | Кубок Азії 1972 - півфінал          | -    |          |
| 19-5-1972  | Бангкок      | Іран              | 2 – 1                   | Південна Корея       | Кубок Азії 1972 - гра за 3-тє місце | -    | 46'      |
| 15-7-1972  | Куала-Лумпур | Гонконг           | 0 – 0                   | Південна Корея       | Pestabola Merdeka 1972              | -    |          |
| 17-7-1972  | Куала-Лумпур | Таїланд           | 0 – 2                   | Південна Корея       | Pestabola Merdeka 1972              | -    |          |
| 19-7-1972  | Куала-Лумпур | Південна Корея    | 4 – 1                   | Сінгапур             | Pestabola Merdeka 1972              | -    |          |
| 23-7-1972  | Куала-Лумпур | Південна Корея    | 2 – 0                   | Індонезія            | Pestabola Merdeka 1972              | 1    |          |
| 26-7-1972  | Куала-Лумпур | Південна Корея    | 3 – 0                   | Японія               | Pestabola Merdeka 1972              | -    | 15'      |
| 22-10-1972 | Сеул         | Південна Корея    | 0 – 0                   | Австралія            | товариський матч                    | -    | 67'      |
| 24-10-1972 | Сеул         | Південна Корея    | 0 – 2                   | Австралія            | товариський матч                    | -    | 46'      |
| 13-5-1974  | Сеул         | Південна Корея    | 0 – 1                   | Кхмерська Республіка | Кубок Президента 1974               | -    |          |
| 18-5-1974  | Сеул         | Південна Корея    | 3 – 0                   | Бірма                | Кубок Президента 1974               | -    |          |
| 4-9-1974   | Тегеран      | Південна Корея    | 1 – 0                   | Таїланд              | Азійські ігри                       | -    |          |
| 6-9-1974   | Тегеран      | Кувейт            | 4 – 0                   | Південна Корея       | Азійські ігри                       | -    |          |
| 9-9-1974   | Тегеран      | Південна Корея    | 1 – 1                   | Ірак                 | Азійські ігри                       | -    |          |
| 11-9-1974  | Тегеран      | Іран              | 2 – 0                   | Південна Корея       | Азійські ігри                       | -    |          |
| 13-9-1974  | Тегеран      | Малайзія          | 3 – 2                   | Південна Корея       | Азійські ігри                       | 1    |          |
| 28-9-1974  | Токіо        | Японія            | 4 – 1                   | Південна Корея       | Щорічний матч Корея-Японія          | -    |          |
| 15-6-1977  | Сеул         | Південна Корея    | 2 – 1                   | Японія               | Щорічний матч Корея-Японія          | -    |          |
| 26-6-1977  | Гонконг      | Гонконг           | 0 – 1                   | Південна Корея       | Відбір до ЧС 1978                   | -    | 40'      |
| 3-7-1977   | Пусан        | Південна Корея    | 0 – 0                   | Іран                 | Відбір до ЧС 1978                   | -    | 46'      |
| Усього     |              | Матчів            | 80                      |                      | Голів                               | 18   |          |

## Титули і досягнення
- Переможець Азійських ігор: 1970
- Срібний призер Кубка Азії: 1972, 1988